# Калиновский, Яков Николаевич
Яков Николаевич Калиновский (21 октября [2 ноября] 1814, Екатеринослав — 23 октября 1903, Пушкино, Московская губерния) — специалист по сельскому хозяйству и лесоводству, профессор ярославского Демидовского лицея и Московского университета (1853—1871). Директор Мариинского земледельческого училища (1879—1881) и Уманского училища земледелия и садоводства (1881—1884).

## Биография
Родился в 1814 году в Екатеринославе в богатой дворянской семье, которая имела крупные имения на юге России. После окончания губернской гимназии в Екатеринославе в 1831 году поступил на медицинский факультет Императорского Харьковского университета, который закончил в 1836 году со степенью лекаря. Служил военным врачом на Балтийском флоте и ординатором морского госпиталя в Кронштадте (1836—1838). Выйдя в отставку в 1838 году, за собственный счёт выехал для обучения за границу, где слушал лекции в Берлинском, Венском, Мюнхенском и Гейдельбергском университетах; 11 марта 1842 года в Берлине защитил докторскую диссертацию. В 1842—1845 годах изучал теорию и практику сельского хозяйства в Гогенгеймском высшем земледельческом институте (близ Штутгарта), затем в течение года знакомился с постановкой дела в хозяйствах Германии, Швейцарии, Бельгии; в Галле занимался химическими исследованиями. В 1845 году защитил диссертацию «О свойствах крахмала и его добывании» (лат. «De natura societatibus fabricaque amyli») и получив степень доктора философии по отделению естественных наук от Галле-Виттенбергского университета, вернулся в Россию.
После командировки в южные губернии страны для ознакомления с отечественной сельской промышленностью он был приглашён с 1846 года читать лекции по кафедре сельского хозяйства и лесоводства в ярославском Демидовском лицее. После защиты в 1847 году диссертации в Харьковском университете «О наружных признаках рогатого скота относительно его способности к работе, молочности, откармливания на мясо и приплоду» был удостоен степени магистра сельского хозяйства и лесоводства и с 1849 года состоял ординарным профессором в Демидовском юридическом лицее (Ярославль).
В 1853 году он перешёл на кафедру сельского хозяйства и лесоводства Московского университета экстраординарным профессором; с 1855 — ординарный профессор. В 1857 году был одним из учредителей Императорского Русского общества акклиматизации животных и растений, где был председателем отделения птицеводства, с 1860 года — председателем орнитологического отделения и учёным секретарём; он был одним из редакторов журнала «Акклиматизация». В 1863 году организовал в Московском университете вместо кафедры сельского хозяйства кафедру агрономической химии. Действительный статский советник с 1866 года. В 1871 году вышел в отставку по выслуге лет.
Выйдя в отставку занимался практической сельскохозяйственной деятельностью, управляя крупными имениями в Тульской, Пензенской и Саратовской губерниях.
Вернулся к преподаванию в 1879 году: был назначен директором Мариинского земледельческого училища, а в 1881—1884 годы состоял директором Уманского училища земледелия и садоводства.
В связи с преклонным возрастом и ухудшением зрения окончательно в 1884 году вышел в отставку и последние годы жизни провёл в селе Пушкино Московской губернии.
Вёл большую общественную и научную работу. Являлся первым инспектором (директором) Московского зоологического сада (впоследствии — зоопарка) со дня его основания.

## Труды
- «Сахарное сорго» (Москва, 1856);
- «Исторический опыт акклиматизации важнейших в сельском хозяйстве растений и животных»;
- «Охранение млекопитающих и птиц, существенно полезных для земледелия, лесоводства и садоводства» (Москва, 1871);
- «Культура пшеницы» (1885).